# プロップ
プロップ (英: prop) は、映画や演劇で使われる小道具を指す呼び名である。
当初は "英: Theatrical property"（演劇用の動産）と呼ばれ、演劇の世界における業界用語であった。これが property と短縮され、さらに prop と略された。この過程で「演劇の上演に必要な物的財産」という意味から「演劇や映画の上演・撮影に用いる道具」へ移り、現在使われる「主に映画の撮影用に使われる道具」を指すようになった。英語において「映画の撮影用に使われる道具」を限定して指す場合は、ムービープロップ (movie prop) もしくはフィルムプロップ (film prop) と呼ぶ。「持ち道具」という意味をすくい取って、スチルカメラの撮影小物の呼び名あるいはヨガにも援用される。

## 舞台美術

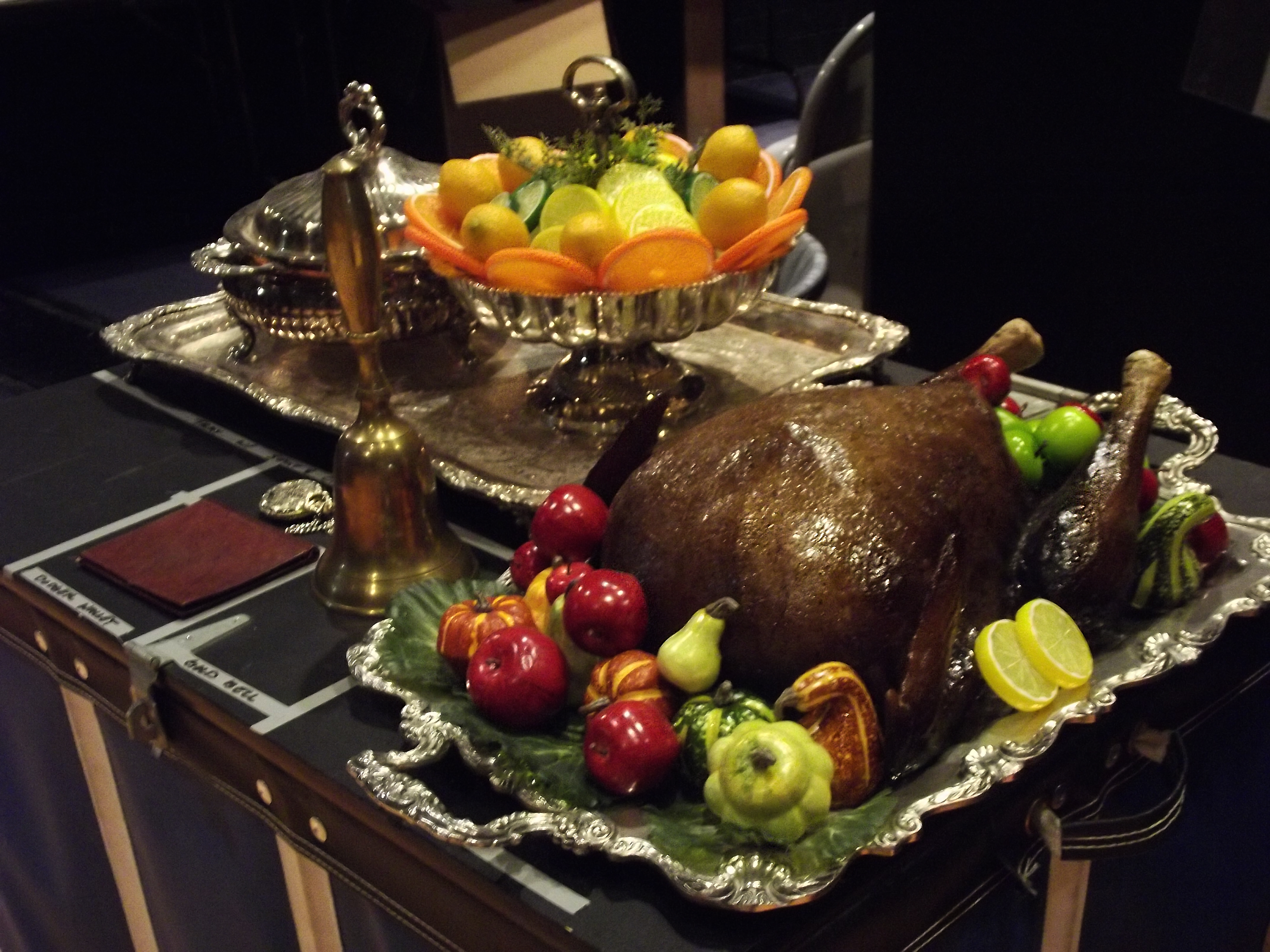
ミュージカルの『オリバー!』で使用する食卓。「Food, Glorious Food」の場で使うため舞台裏で待機。

ウィリアム・シェイクスピアがグローブ座で上演した『ヘンリー五世』を舞台装置の費用対効果で分析した論考がある。
雰囲気を演出する舞台の装飾から転じて、インテリア小物やそれを模した折り紙についてもプロップと呼ぶ例があり、両分野にも用語としてそれぞれ進展した。

## 映画界
日本の映像業界においては「装飾」と呼ばれる部署内に「小道具」（こどうぐ）と呼ばれる担当者がおり、俳優が撮影時に使用する物品の管理を担当する。撮影現場では装飾の現場担当者と小道具、演者の装身具全般を担当する持道具（もちどうぐ）と呼ばれる担当者が「装飾部」として現場を担当する。
室内外の装飾品、家具や照明器具や机上品、果てはゴミ一つまで撮影対象となる「写るもの」が装飾部の担当である。劇中に登場する書類・本・工具や文具・武器などの中で特に俳優が芝居の中で手に取ったり使用したりするものが「小道具」と呼ばれ区別される。その作品のためだけに購入や作成を受け持つのが小道具の担当者の役割であり、現場での管理も行う。これと似て非なるものが「持道具」で、俳優が身に着ける帽子・眼鏡・マスク・鞄・靴などが中心である。小道具と持道具は同じ担当者が兼任することが多い。
対照的に、建物の室内や外観などの担当部署は「大道具」（おおどうぐ）である。建築物の範囲にあるものや装飾部が扱うには大きすぎると判断されるもの（巨大な看板など）は大道具が扱うこともあるが、これらは「装置」「セット」と呼ばれ借景に近いため、プロップとは言わない。さらに厳密に言えば庭木は「造園」、電気配線などは「電飾」、塗装は「塗装部」である。
過去に、模型雑誌において「プロップとは映画の特殊撮影に用いる縮尺模型のことを指す」と長らく誤って記述され、誤用を招いてもいるが、正しくはプロップではなくミニチュアと呼ぶのが正しい。書籍『東宝編 日本特撮映画図鑑』では、プロップの一般用法を「小道具」とし、同書内では「特撮に使うすべての演出用品」として用いている。
なお、これらのプロップを手がけるスタッフもしくは工房はプロップメイカー (prop maker) と呼ばれ、その技術とデザイン能力を高く評価されたデザイナーはプロップアーティスト (prop artist) として区別される。また、同一物品のプロップが複数製作された場合、その中でギミックが多く仕込まれたものや、クローズアップ撮影に耐えるように精巧に作られたものを指してヒーロープロップ (hero prop) と呼ぶ。

### 銃器のプロップ
日本の映像業界において撮影用もしくは舞台用に用いる銃（弾薬を用いて人や物の殺傷に用いることを目的としていない銃器）をプロップガン、またはステージガンと呼ぶ。
発砲シーン以外では「ラバーガン」と呼ばれる発泡ウレタン樹脂など軟質素材で複製された軽いプロップガンの採用も少なくない。ラバーガンは柔らかく安全なため、人を殴る演技などでも使用される。
このほか演出のために、映画『プレデター』では航空機や車両に搭載されるM134ミニガンを大幅に軽量化させ手持ち火器に改造して登場させるなど、実用兵器ではありえない使い方もしばしば映像化されている。実際のM134のバッテリーを除く本体重量は軽量型のM134Tで41ポンド（18 kg強）、さらに軽量化を図ったアメリカ海軍仕様でも35.059ポンド (15.9 kg)である。作動に必要なバッテリーや大量の弾薬を含めると人が手に持てるような重さではなく、発砲時の反動も大きいため、いかに体格がよく腕力のある人間でも手持ち火器としてはとても使えない。
なお、アメリカでもフルオートマチック式銃器（連射）の市販は認められていないため、映画撮影で使用されるフルオート銃器は、市販のセミオートマチック式銃器（単発）を改造してフルオート化したものが大半である。
日本では、美術スタッフの製作した電着銃と呼ばれるプロップガンが主流である。これは電気で発火する煙火でマズルフラッシュを再現するもので、美術スタッフの創意工夫で様々なものが制作されている。その後、市販モデルガンの性能が向上した頃には、モデルガンを調整することでリアルな排莢とマズルフラッシュを行う、実銃ベースのプロップと変わらぬ視覚効果を生むプロップガンが作製されるに至っている。また、2010年代頃にはCG技術の発達に伴い、撮影現場では市販品のままのエアガンやガスガンを使用し編集段階のCG合成により排莢や発火、弾着等の表現が可能となった。
現代の市場では、エアガンの種類がモデルガンを上回り、市販のモデルガンにない機種はエアガンをベースに電着銃を制作したり、様々なメカニズムで排莢機構を付け加えたプロップガンも制作されている。
ハリウッドでも、空砲によるプロップガンも扱いによっては危険なケースがあり、「セーフティーブランク」と呼ばれる電着銃と同じ原理の火薬を用いたノンガンと呼ばれる撮影方法も使われるようになった。ブルース・リーの息子ブランドン・リーが、空砲が装填されているはずの銃身に残っていた実弾により死亡した事故以来、ノンガンは注目されるようになった。日本では昔から常識的に使われてきた技術であるが、ハリウッドで初めてノンガンが使用された際にはアカデミー科学技術賞が与えられ、特許まで取得している。

## 関連資料
本文の典拠ではないもの。出版年順。
映画史と小道具
- Goldwasser, Noë. "ジーン・ヤングブラッド（Gene Youngblood）; バックミンスター・フラー"（英語）. Cinéaste, 4 (2): pp. 43–45. Cineaste Publishers, Inc.、1970年。doi:10.2307/43868173、ISSN 0009-7004、JSTOR 43868173。
- Shapiro, Marc『ローリン・ヒル物語』小林 雅明（訳）、扶桑社、1999年、ISBN 4594027652、NAID BA44619801。
- Thompson, Kirsten Moana ; Ginsberg, Terri. "Professional Notes".（英語） Cinema Journal, 47 (1): pp. 126–142、テキサス大学出版局、映画メディア研究協会、2007年。doi:10.2307/30132008、ISSN 0009-7101、JSTOR 30132008。
- Paul Gansky. "Severed Objects: Spellbound, Archives, Exhibitions, and Film's Material History."（英語） Film History, 25 (3): pp. 126–148. インディアナ大学出版局、2013年。doi:10.2979/filmhistory.25.3.126、ISSN 0892-2160、JSTOR 10.2979/filmhistory.25.3.126。

内容の抜粋より：本稿はアルフレッド・ヒッチコックの作品『白い恐怖』 (1945年) で使われたハサミを偶然見つけた経験がきっかけである。映画の小道具の実物を見たくても手順は煩雑で、製作メモ、写真、ドキュメンタリーに目を凝らして所在地を割り出し、歴史館や博物館の展示を周ることになる。取材先で小道具の保存と教育活動の連携を発案し、また展示設計において小道具を目玉展示品にするだけでなく、映画制作を支える創造的で骨の折れる作業の実証できないかと考えた。いずれも小道具に細やかな目配りをして、その真価に注目する態度が求められる。
映画の特撮関連
- 井口 健二ほか「『ロボコップ2』〈特集〉他」『キネマ旬報』第1039号(通号1853)、p. 12-13、p. 42-45、キネマ旬報社、1990年8月。
- 北島 明弘「『ロボコップ2』大解剖」『スクリーン』第45巻第12号(通号656)、p. 52-、近代映画社、1990年9月。
- 『ゴジラ×3式機竜 (メカゴジラ) コンプリーション』ホビージャパン、2016年、ISBN 9784798613536、NAID BB23457389。
- 『「特撮のDNA」展実行委員会、特撮のDNA』復刊ドットコム、2017年、ISBN 9784835454429、NAID BB23485431。
- 「特撮のDNA」展制作委員会『特撮のDNA : 平成ガメラの衝撃と奇想の大映特撮』アルファベータブックス、2020年、ISBN 9784865980752、NAID BB29634556。
- フィル・ショスタク、Doug Chiang『アート・オブ・スター・ウォーズ/スカイウォーカーの夜明け』秋友 克也、品川 亮（訳）、ヴィレッジブックス、2020年、ISBN 9784864914635、NAID BB31328450。
- Atkins, Annie『映画プロップ・グラフィックス : スクリーンの中の小道具たち』石田 亜矢子（訳）、グラフィック社、2020年、ISBN 9784766133769、NAID BC02239332。

作画アプリ
- 北田 栄二『Maya実践ハードサーフェスモデリング : プロップと背景から学ぶワークフロー』ボーンデジタル〈CG Pro Insights〉、2015年、ISBN 9784862462633、NAID BB18099858。
- O'Hailey, Tina ; Studio Lizz『Mayaリギング : 正しいキャラクターリグの作り方、改訂版、ボーンデジタル、2019年、ISBN 9784862464415、NAID BB28050301。

アニメ
- Miller-Zarneke, Tracey『The art ofプレーンズ』倉下 貴弘、河野 敦子（訳）、ボーンデジタル、2015年、ISBN 9784862462534、NAID BB2064993X。
- 『harmony/ artbook』大誠社、2015年、ISBN 9784865180633、NAID BB20397495。別題『映画「ハーモニー」artbook』。
- 『幼女戦記アニメ完全設定資料集』KADOKAWA、2017年、ISBN 9784047346406、NAID BB24139695。
- みっこ（ブログ執筆）『思わず話したくなる究極のディズニー』ベストセラーズ、2017年、ISBN 9784584137819、NAID BB23475416。
- カバネリ製作委員会『甲鉄城のカバネリ : 設定資料集』マッグガーデン、2017年、ISBN 9784800006349、NAID BB24184496。
- 『さよならの朝に約束の花をかざろう : 公式設定資料集』玄光社、2018年、ISBN 9784768309391、NAID BB25867756。
- 『虐殺器官アートワークス』一迅社、2017年、ISBN 9784758015370、NAID BB24922247。
- ニュータイプ編集部（コミック&キャラクター局）、東宝株式会社『打ち上げ花火、下から見るか?横から見るか?公式ビジュアルガイド』KADOKAWA、2017年、ISBN 9784041059845、NAID BB2533683X。
- 『Afro samurai maniaxxx!!!』ソフトバンククリエイティブ、2007年、ISBN 9784797345636、NAID BA84584768。
- 〈図説メイドインアビス探窟記録シリーズ〉
  - メイドインアビス製作委員会『メイドインアビス背景美術画集 = Made in abyss background art book』竹書房、2020年、ISBN 9784801921436、NAID BC03368840。
  - メイドインアビス製作委員会『メイドインアビス絵コンテ集 = Made in abyss storyboard complete collection』竹書房、2020年、ISBN 9784801921436、NAID BC03368873。
  - メイドインアビス製作委員会『メイドインアビス探窟家図録 = Made in abyss pictorial record of cave raiders』竹書房、2020年ISBN 9784801921436、NAID BC03368920。
- 『「映画えんとつ町のプペル」artbook』大誠社、2020年、ISBN 9784865181074、NAID BC0477797X。
- 原口智生、加藤文哉（撮影）『夢のかけら』樋口真嗣（対談）、庵野秀明（総監修）、西村祐次（共同監修）、東宝株式会社（監修）、ホビージャパン、2021年、ISBN 9784798624471、NCID BC06051454。『宇宙船』連載「原口智生　夢のかけら」初の写真集。東宝特撮映画に使った撮影用プロップに連載未使用ならびに撮り下ろしの写真をまじえて構成。樋口真嗣監督との対談。
- 原口智生、加藤文哉（撮影）『夢のかけら = Fragment of illusions : prop graffiti』庵野秀明（総監修）、樋口真嗣及び西村祐次（共同監修）、円谷プロダクション（監修）、ホビージャパン、2021年、ISBN 9784798625232、NCID BC09447382。